# Opisthoxia corinnaria
Opisthoxia corinnaria är en fjärilsart som beskrevs av Achille Guenée 1858. Opisthoxia corinnaria ingår i släktet Opisthoxia och familjen mätare. Inga underarter finns listade i Catalogue of Life.